# Rhipsideigma lugubris
Rhipsideigma lugubris is een keversoort uit de familie Cupedidae. De wetenschappelijke naam van de soort is voor het eerst geldig gepubliceerd in 1895 door Fairmaire.